# Василиос Цимбидарос
Василиос Цимбидарос или капитан Васос, Цимбидас (на гръцки: Βασίλης Τσιμπιδάρος, Καπετάν Βάσος, Τσιμπιδάς) е гръцки революционер, деец на гръцката въоръжена пропаганда в Македония от началото на XX век.

## Биография
Василиос Цимбидарос е роден през 1880 година в село Кареа на полуостров Мани. Негови братя са политикът и писател Потис Цимбидарос и писателят Георгиос Цимбидарос, известен като Георгиос Фтерис.
Василиос участва като доброволец в Гръцко-турската война през 1897 година. До лятото на 1907 година служи в Девети пехотен полк в Каламата като лейтенант.
През юни се присъединява към гръцката въоръжена пропаганда и влиза в Македония с четата на Николаос Цотакос (капитан Гермас), в която е втори капитан. Отличава се в сражението край Габреш. Край Лошница в планината Синяк (Синяцико) четата им е предадена от местни българи и в сражение с турски аскер на 16 юли 1907 двамата загиват с още 23 четници.